# Производственная зона города Всеволожска
Производственная зона города Всеволожска (также Промзона «Кирпичный Завод», Производственная зона «Кирпичный Завод») — промышленный район города Всеволожска Ленинградской области России.

## География
Высота центра микрорайона — 28 м.

### Географическое положение
Расположена в восточной части города на территории ограниченной с востока границей города, с севера железнодорожной линией Мельничный Ручей — Невская Дубровка, Ириновского направления Октябрьской железной дороги, и станцией Кирпичный Завод, с запада Южным шоссе (автодорога 41К-081), с юга бывшими торфоразработками.
| Ближайшие микрорайоны         | Ближайшие микрорайоны             | Ближайшие микрорайоны |
| ----------------------------- | --------------------------------- | --------------------- |
| Северо-запад: Шестой Километр | Север: Мельничный Ручей           | Северо-восток:        |
| Запад: Мельничный Ручей       | Центр: Щеглово (торфопредприятие) | Восток:               |
| Юго-запад: Берёзки            |                                   | Юго-восток:           |

### Уличная сеть
Автомобильная, Дизельная, Индустриальная, Промышленная, Профсоюзная.

## История
Промышленная зона города Всеволожска «Кирпичный завод» начала создаваться в конце 1970-х годов, к югу от и смежно со станцией Кирпичный Завод, для размещения выводимых из черты Ленинграда промышленных предприятий: дизельного, кожевенного, сахарного и других заводов.
В 1993 году в промзоне была начата сборка судовых дизелей на заводе ОАО «Русский дизель».
Затем заработали: комбинат «Меликон» (сейчас ЗАО «Меликонполар»), «НеваМазСервис», Всеволожский ремонтно-механический завод, ООО «Ликеро-водочный завод „ЛИВИЗ“», но основной период формирования промышленной зоны города Всеволожска пришёлся на 2000—2010 годы.
В июле 2002 года начал работу автомобильный завод Форд Всеволожск.
В апреле 2003 года, компания Merloni TermoSanitari S.p.A. запустила отверточное производство водогреев марки Ariston. Через два года был запущен полный цикл производства электрических водонагревателей.
В 2005 году в промзоне открылся завод по производству автомобильных шин Nokian Tyres.
В феврале 2011 года было объявлено о создании Ford Sollers — совместном предприятии Ford и Sollers. Завод Форд Всеволожск вошел в СП в виде имущественного взноса Ford. В том же году постановлением № 854 администрации МО «Город Всеволожск», промзона «Кирпичный завод» была переименована в «Производственную зону города Всеволожска».
В 2014 году, согласно утверждённому генеральному плану МО «Город Всеволожск», городская промышленная зона получила название — Производственная зона «Кирпичный Завод».
В 2016 году, в одном из павильонов промышленной зоны производились съёмки художественного фильма «Салют-7».
В июне 2019 года завод Форд Всеволожск был остановлен.
В декабре 2021 года площадку завода Форд Всеволожск приобрела российская дочка корейской компании Sungwoo Hitech, поставщика комплектующих для Hyundai Motor.
Запуск производства был запланирован на 2023 год, объём инвестиций 6,8 млрд руб, количество рабочих мест 520. Было заявлено расширение производства комплектующих для российского производства автомобилей марок Hyundai и Kia, но проект был заморожен. 

## Завод Форд
Сборочное предприятие Форд Всеволожск было запущено в июле 2002 года в цеху бывшего всеволожского филиала завода «Русский дизель». Предприятие стало первым автосборочным заводом в России, которое полностью принадлежало иностранному капиталу. На предприятии существовали элементы западных трудовых отношений, например, не было премиальной системы, а оклад составлял 100 % от зарплаты.
В 2007 году было заявлено об увеличении производства завода с 72 тыс. до 125 тыс. автомобилей в год. Инвестиции в расширение должны были составить $100 млн.
Летом 2009 года завод переходил на четырёхдневную рабочую неделю, а с сентября того же года по апрель 2011 работал в две смены.
Первоначальная локализация производства была около 30 %. К 2007 году локализация достигла 60 %.
В феврале 2011 года было объявлено о создании Ford Sollers — совместном предприятии Ford и Sollers, куда завод вошёл в виде имущественного взноса Ford.
Осенью 2013 года была ликвидирована третья, а весной 2014 и вторая смена, завод перешел на четырёхдневную односменную рабочую неделю. К 2018 году выпуск упал до 15 тыс. при мощности завода 125 тыс. автомобилей.
В июне 2019 завод был остановлен. Предполагается, что завод будет продан. К моменту закрытия с конвейера завода сошли 773816 автомобилей.
На предприятии производились легковые автомобили Ford Focus и Ford Mondeo.

## Современность
Занимает площадь около 400 га, предназначена для размещения предприятий с санитарно-защитной зоной до 500 м.
Кроме того, на её территории находятся жилые дома: 1, 1а, 2, 4, 11, 13, Лесхоза, Оператора.
Внутри территории промзоны расположен посёлок Щеглово (торфопредприятие).
Список предприятий: АО «Северсталь-СМЦ-Всеволожск», ООО «Болл Всеволожск», ООО «НокианТайерс», ООО «Аристон Термо Русь», ООО «Гестамп Северсталь Всеволожск», ООО «НПО „Неопринт“.

## Значение для экономики России
Промышленная зона «Кирпичный завод» во Всеволожске является «самым удачным для российской промышленности опытом промышленного парка». Промышленная зона была создана на базе созданного в конце 1980-х годов нового производства «Русского дизеля», разорившегося в 1999 году. Данная промзона заинтересовала автомобильную компанию «Ford», решившую создать здесь сборочный завод. Соответствующий инвестиционный договор готовился, подписывался и контролировался на федеральном уровне. Данный опыт автомобильной компании показал зарубежным инвесторам, что в России выгодно производить финансовые вложения не только в сырьевые отрасли и пищевую промышленность, но и в промышленные активы. По состоянию на 2017 год в промышленной зоне «Кирпичный завод» существовало 18 резидентов, а общий объём только прямых иностранных инвестиций составлял около миллиарда долларов.
Создание современных предприятий в промышленной зоне «Кирпичный завод» вблизи административной границы Санкт-Петербурга и Ленинградской области, обуславливает современные инвестиционные успехи последней.
По мнению доцента МГУПП к.э.н. Л. А. Сахаровой промышленная зона «Кирпичный завод» «является наиболее содержательным примером реорганизации в современный и конкурентоспособный по критериям глобальной экономики автомобильный кластер».

## Транспорт
- Железнодорожная станция Кирпичный Завод
- Внутригородской автобусный маршрут № 8

| Расписание автобуса № 8     | Расписание автобуса № 8     |
| --------------------------- | --------------------------- |
| от платформы Всеволожская:  | от промзоны:                |
| 07:30 ксв 16:20 09:30 19:00 | 08:10 ксв 17:00 10:10 19:40 |

## Фото

Промзона «Кирпичный Завод». Стела при въезде.
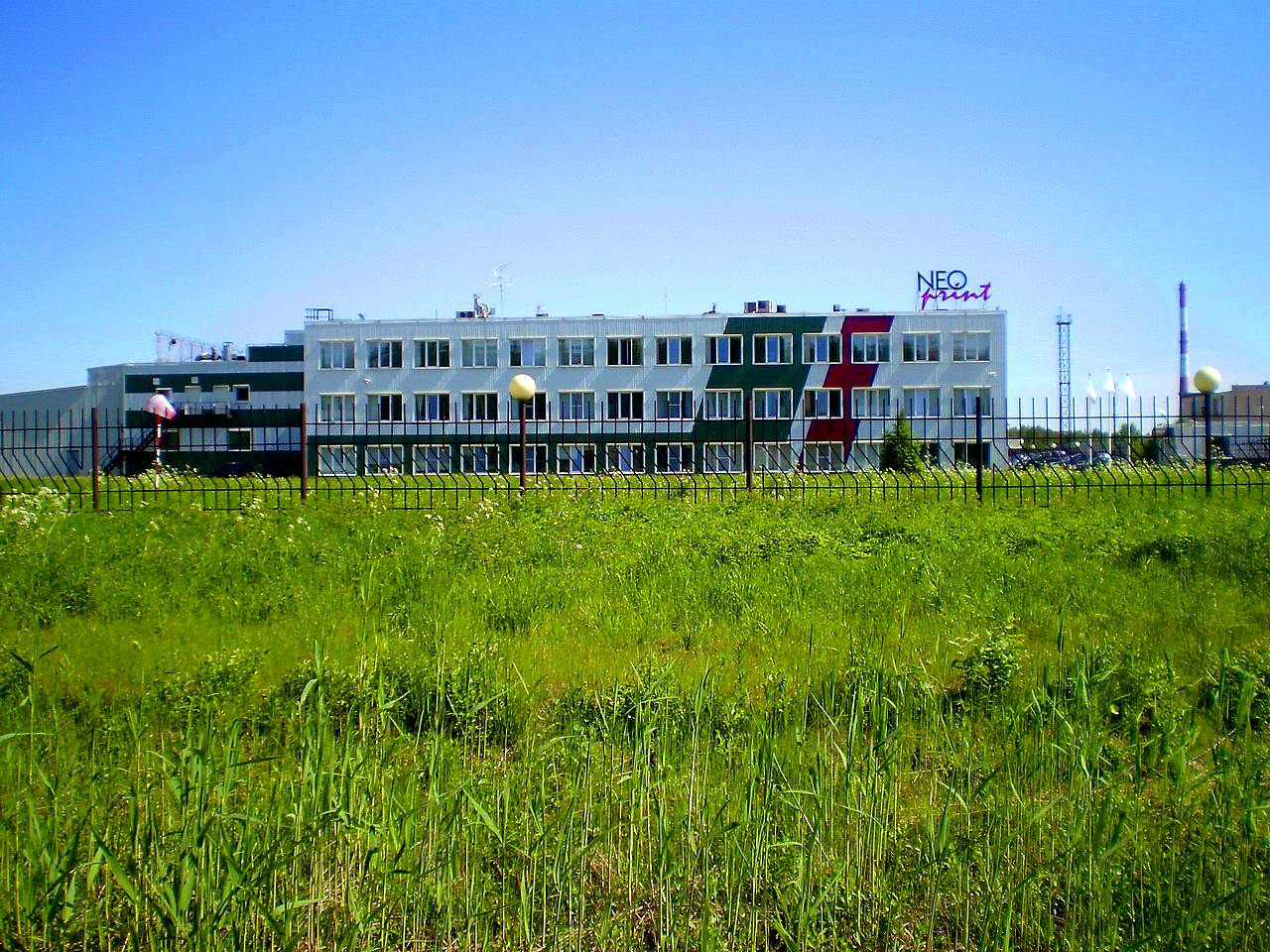
НПО «Неопринт». 2011 год
ЗАО «Меликонполар». 2011 год
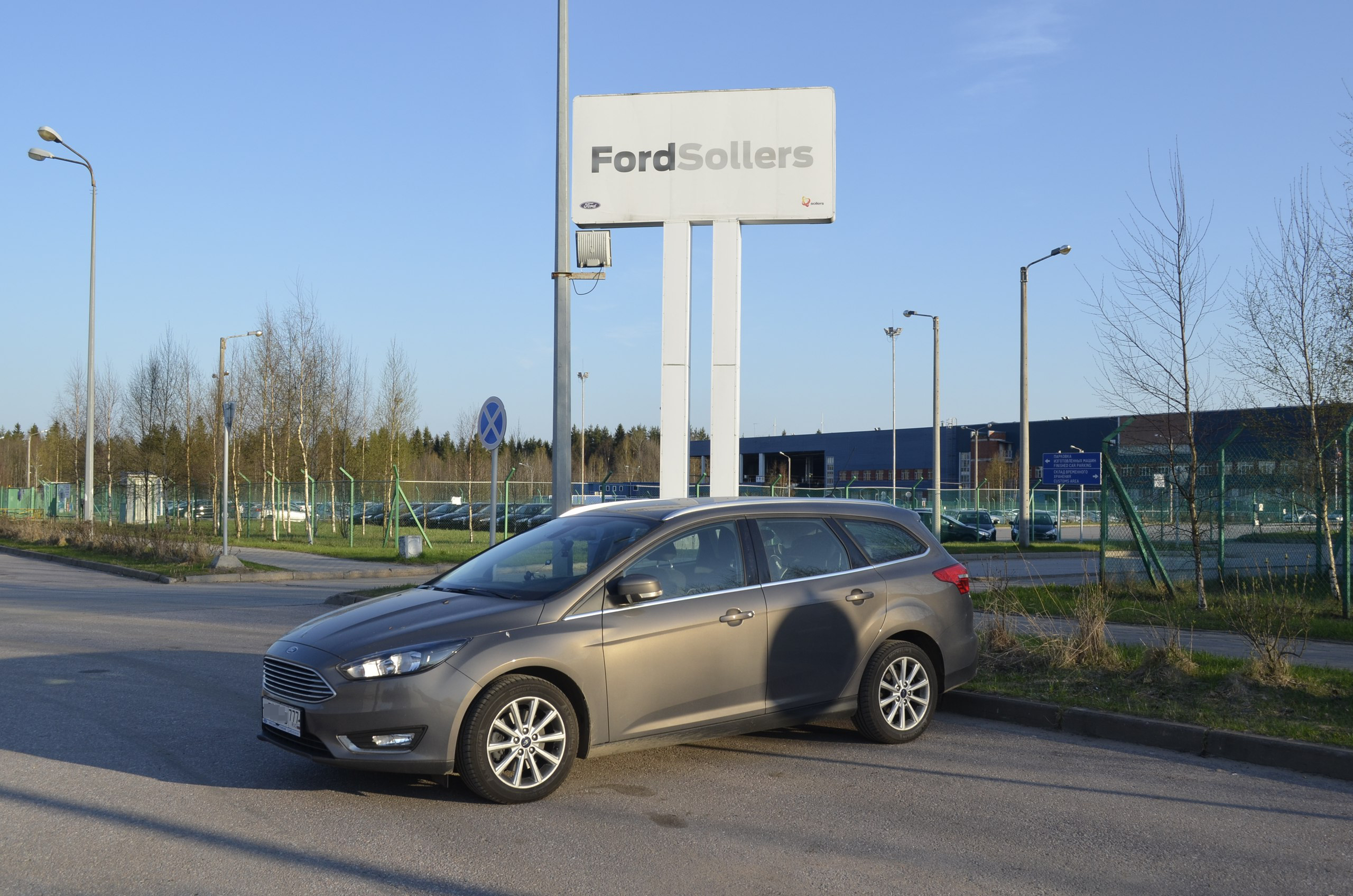
Завод «Форд». 2017 год